# Bailly-Romainvilliers
Bailly-Romainvilliers ist eine französische Gemeinde mit 7049 Einwohnern (Stand: 1. Januar 2022) im Département Seine-et-Marne in der Region Île-de-France östlich von Paris. Montévrain gehört zum Arrondissement Torcy und zum Kanton Serris. Die Einwohner heißen Romainvillersois. Bailly-Romainvilliers gehört zur Ville nouvelle Marne-la-Vallée.

## Geografie
Umgeben wird Bailly-Romainvilliers von den Nachbargemeinden Magny-le-Hongre im Norden, Coutevroult im Osten, Villeneuve-le-Comte im Süden, Villeneuve-Saint-Denis im Südwesten sowie Serris im Nordwesten.
Durch die Gemeinde führt die Autoroute A4. In der Gemeinde liegt der Golf Disneyland. In diesem Golfparcours liegt auch das Marriot’s Village d’Île de France. 

## Bevölkerungsentwicklung
| 1962                       | 1968 | 1975 | 1982 | 1990 | 1999 | 2006 | 2011 | 2014 | 2021 |
| -------------------------- | ---- | ---- | ---- | ---- | ---- | ---- | ---- | ---- | ---- |
| 232                        | 245  | 371  | 402  | 609  | 3393 | 5421 | 6884 | 7437 | 7169 |
| Quellen: Cassini und INSEE |      |      |      |      |      |      |      |      |      |

In den nächsten Jahren wird die Einwohnerzahl von Bailly-Romainvilliers weiterhin stark ansteigen, da die Gemeinde Teil des Neubaugebietes Val d’Europe im 4. Sektor der Ville nouvelle Marne-la-Vallée ist.

## Gemeindepartnerschaften
Seit 2014 besteht eine Partnerschaft mit der italienischen Gemeinde Albanella in der Provinz Salerno (Kampanien).

## Sehenswürdigkeiten
Siehe auch: Liste der Monuments historiques in Bailly-Romainvilliers
- Kirche Notre-Dame